# あい☆きゃん
『あい☆きゃん』 (I can) は、LiLiMが製作、2009年8月28日に発売したアダルトゲーム、およびそれを原作としたアダルトアニメである。

## 概要
本作は、LiLiMによるアイドル育成を舞台とした一般的な選択肢タイプのアドベンチャーゲームである。LiLiM DARKNESSに代表され、一部のLiLiM作品にも存在する寝取られ要素を持った作品として知られる。その寝取られ要素は、アイドルとしての人気が上がることでアイドルを付け狙う魔の手（枕営業が噂されるプロデューサー、人気男性アイドル、お笑い芸人、危険思考の追っかけなど）が次々現れるかたちで表現されている。ストーリー展開は、アニメのように第○話といったような表記で分けられており、大きな節目のイベントごとに話数が増える仕組みとなっているが、サブタイトルは設けられていない。
キャラクターデザイン、原画は金目鯛ぴんくが担当している。
本作のオープニングテーマソング「アイドルKiss!無敵ッス☆」は、本作発売当時人気の民安ともえと織姫よぞらが歌っており、本作発売直後にCD化されたほか、CD発売ライブイベントも各所で行われた。
2010年にPoROよりOVA（アダルトアニメ）化され、6月25日に『上巻「そんなこと……したくありませんっ」』が、8月27日に『下巻「わたし……しちゃいました」』が発売された。クプーのようなファンタジー要素は排除されてアイドル寝取られアニメに特化されており、2015年4月にはレイナをヒロインにした新シリーズが発売されている。

## あらすじ
主人公の天道良太は、ごく普通の生活を送っている聖華学園に通う大学生であった。
ある日の夜、街中といっても人通りの少ない夜道、曲がり角を曲がったところで、走ってきた少女と出会い頭にぶつかってしまう。ぶつかった弾みでその少女とキスをしてしまうが、なぜかその瞬間、少女はステージ衣装に変身してしまう。さらに驚いたことに、その少女の後ろには人語を解する羽付きの小さな謎の生物が登場する。良太にとっては何が何だか分からず、いろいろと質問をするが、その少女は、ひとまずはこんな衣装で外にいるのは恥ずかしいからと言い、良太の家で話をすることになる。
良太の家で落ち着いて聞いた話はこうだった。小さな謎の生物は魔法の国「ドリームキャッスル」からやってきた使い魔で、名前はクプーという。クプーは女の子の夢を叶えるためにやってきたのだと言い、今はその少女、藤堂美夕に仕えている。美夕の夢はアイドルになることであり、クプーはその夢を叶えるために魔法の力で美夕をアイドルにしている。具体的には、アイドル衣装への変身、緊張を抑えて自信を持たせるなどの効果があるという。昔はクプーの力でも充分アイドルとして通用したのだが、今はそれでは全然足らず、美夕の致命的な弱点であるあがり症のために、オーディションはことごとく一次審査で失敗してしまっていたのだという。
クプーは半人前であるがゆえ、クプーの魔法は21時で切れてしまうという欠点を持っていたが、良太が美夕とキスをすることでその魔法効果が復活したことから、どうやら良太は特異体と呼ばれる、使い魔の魔法効果を増大させるという特殊な力の持ち主であることが判明する。そして、美夕の夢実現のために良太の力を貸してほしいと持ちかけられ、悩んだ挙句、協力することとなった。しかし、協力すると言った後から、重大な事実が判明する。1つ目は魔法効果を増大させるには美夕とキスをしなければならないということ、2つ目は美夕のマネージャーになるということ、3つ目は田舎出身で上京のためにほとんどお金をつぎ込んだ美夕には寝泊まりするところがなく、良太の自室に寝泊まりする必要があるということだった。

## 登場キャラクター
声優はゲームのみ

### メインキャラクター
天道良太（てんどうりょうた）
本作の主人公。美夕と出会うまではごく普通の大学生であったが、美夕に出会うことで人生が大きく変わることとなった。
主人公は特異体であり、クプーなど使い魔の持つ魔法効果を増強させる力を持つ。美夕の夢に関わる魔法で言えば、アイドルへの変身効果を高め、魔法持続時間に関する制限を取り払う効果を持つ。ただし、その魔法効果を増強させる力を発揮するには魔法の対象（美夕）と粘膜接触する必要があり、簡易的な方法としてはキスであり、より高い効果を得るにはセックスする必要がある。
主人公の父親はピアノの調律師で、母親とともに現在海外に長期出張中である。祖父の良信は過去に超大手プロダクションの社長をしていたという経験を持っている。
藤堂美夕（とうどうみゆ）
声：西田こむぎ
152cm / 90-57-88 / A型
本作のメインヒロイン。栗毛で腰まで伸びるロングの髪が特徴。ただし、アイドルに変身しているときはピンク髪となる。
幼少の頃は体が弱く、母親が体を丈夫にさせたいからと外で遊ぶように言うも、外に出るとすぐに体を壊してしまうという病弱体質であった彼女であったが、ある年の大晦日にテレビで見たカウントダウンライブを見て、その歌と歌詞と、歌姫に魅せられてアイドルへの道を目指す。そして田舎、寂れた港町から上京し、あらすじ節に記された経緯で主人公宅に寝泊まりしつつ、アイドルを目指すこととなった。
大きくなってからも、明るい性格（どちらかといえば天然ボケ気味）ではあるものの、人見知りが非常に激しく、極度のあがり症である点がアイドルへの道の障害となっている。ファーストキスは主人公との事故によるものであったが、それ以降の主人公とのキスはクプーの魔法効果を高めるために意図的に行うものであり、アイドルを目指すためならば構わないと、意を決してその方法を受け入れた。また、アイドルを目指すためには、人見知りの激しいのも何とかしないといけないと考え、主人公と一緒の学園に通うこととなった。
クプー
声：青葉りんご
正式名称をクリストファー・ランデール・プロビデルIV世といい、魔法の国ドリームキャッスル（通称ドリキャス）からやってきた使い魔。二頭身キャラで、身長は人の顔の2倍程度。上端に星を形どったロッドを右手に持ち、空中に浮かんでいる。青髪、紫色の羽が特徴。口癖は、会話の末尾に「クプー」をつけること。ドリキャスベストジーニスト第2位受賞の実績を持つ。
美夕との出会いは、クプーが空腹のために行き倒れているところを美夕が見つけ、食べ物を与えたところから始まっている。恩返し的な意味合いもあって美夕に仕えているが、その実力は口とは違って完璧とは言い難い。アイドルへの変身能力も、主人公の魔法効果増強の力がなければ21時で切れてしまうほどである。ただし、美夕を主人公と同じ学園に転入させるために関係者の洗脳を問題なく行うなど、変身以外にも様々な魔法能力を持っており、全ての魔法が半人前というわけではない。
なお、クプーは近年アイドルになるのが難しくなったのは、アイドルの純粋培養を止めた業界と、曲を買わなくなったファンのせいだと語っている。
堀池レイナ（ほりいけ レイナ）
声：民安ともえ
158cm / 92-58-89 / A型
いわゆるお金持ちのお嬢様で、リムジン通学。完璧主義で、成績も運動神経もトップクラス。主人公とはクラスメイトの関係にある。栗毛で腰まで伸びるロングの髪が特徴。ただし、アイドルに変身しているときは金髪となる。
トップアイドルになるのが夢で、美夕と同じように、ドリームキャッスルの住人ホーリーを使い魔に、魔法をつかってのアイドルを目指している。美夕が主人公と出会ってから初めて参加するオーディションにはレイナも参加し、それがきっかけでレイナがライバルであることが発覚する。ただし、レイナは美夕ごときをライバルとは思っていない。
オーディションに受かってからは、超大手の芸能事務所「スターライトファクトリー」に所属して、トップアイドルへの道を登っていく。
ホーリー
声：上田朱音
正式名をフォーカス・リンドバーグ・ホルディバインIX世といい、クプーと同じくドリームキャッスルからやってきた使い魔。二頭身キャラで、身長は人の顔の2倍程度。ピンクの髪、宝石付きの髪飾り、白い羽、かなり毒舌なところが特徴。クプーとは比べ物にならないほど優秀な使い魔で、レイナよりも過去に既に地球人の女の子の夢を叶えた実績を持つ。現在はレイナに仕えており、レイナの夢を叶えると一人前の称号が得られることになっている。

### サブキャラクター
南野智美（みなみのともみ）
声：西野亜梨子
芸能事務所「TFA芸能プロダクション」の社長兼マネージャー。オーディションの特別賞を受賞したものの、芸能事務所から声を掛けられることなく、最後のところで声を掛けてきたのが、南野だった。小さな事務所ではあるが、新人を見出すその眼は確かなもの。
山下悠斗（やましあゆうと）
声：ルネッサンス山田
ドラマやCMなど、テレビをつければ必ず写っていると言われるほどの人気男性アイドル。主人公とは比較的近所に住み、時々公園で会うこととなる。
寺田幸二（てらだこうじ）
声：胸肩腎
美夕とレイナが出場するオーディションの主催を務める、テレビ番組のプロデューサー。枕営業などの噂がある。
主人公の祖父、天道良信のせいで芸能界を長く追放されていたという苦い経験を持つ。
高崎徹（たかさきとおる）
声：原田友喜
売れっ子バンド「ブラッディ・アンセム」のボーカルを務める。ワイルドな容姿が特徴。テレビでの音楽活動も行っているが、ライブ活動をメインとしている。
村田隆志（むらたたかし）
声：胸肩腎
お笑い芸人。耳まで割けているかのような口が特徴。どちらかというとボケを担当。新人アイドルを合コンに誘い出し、持ち帰ることを企んでいる。
根岸甚蔵（ねぎしじんぞう）
声：ルネッサンス山田
芸能記者。寺田の側近の1人でもある。様々な裏社会へのルートを持ち、表沙汰になることなく死体を闇に葬り去るなどの力を持つ。
櫻井拓也（さくらいたくや）
声：胸肩腎
主人公のクラスメイト。アイドルの追っかけをやっているオタク人間。

### 主題歌
オープニングテーマソング「アイドルKiss!無敵ッス☆」
作詞：織姫よぞら / 作曲：小池雅也 / 編曲：ケニーK / 歌：民安ともえ×織姫よぞら
エンディングテーマソング「強くなるために…」
作詞：宮沢ゆあな (Cheerful+Colorful) / 作曲：薬師るり (Cheerful+Colorful) / 編曲：松美夜孤雨兵 / 歌：青葉りんご
挿入歌「恋のスピード☆」
作詞：宮沢ゆあな (Cheerful+Colorful) / 作曲：薬師るり (Cheerful+Colorful) / 編曲：土谷知幸 / 歌：Cheerful+Colorful

## アダルトアニメ
- あい☆きゃん 上巻「そんなこと……したくありませんっ」（2010年6月25日発売[4]）
- あい☆きゃん 下巻「わたし……しちゃいました」（2010年8月27日発売[5]）
- あい☆きゃん 〜はめドル・レイナ〜囁く憎棒に拒み潤う媚肉♥〜（2015年4月24日発売[6]）